# 佐久間啓荘
佐久間 啓荘（さくま けいそう、1862年12月28日（文久2年11月8日） - 1936年（昭和11年）1月15日）は、日本の政治家。衆議院議員（1期）。

## 経歴
広島県出身。文官普通試験に合格する。小学校訓導、郡書記、広島県属、山県、甲奴の各郡長を歴任する。
1921年の広島7区の補欠選挙において憲政会公認で当選した。衆議院議員を1期務め、1924年の第15回衆議院議員総選挙で落選した。1936年に死去した。